# سفارة إندونيسيا في كوالالمبور
سفارة إندونيسيا في ماليزيا هي التمثيلية الرسمية وسفارة إندونيسيا في ماليزيا.تدير الشفارة أربع قنصليات عامة وقنصلية.

## مقالات ذات صلة
- سفارة إندونيسيا في أوتاوا
- سفارة إندونيسيا في موسكو
- سفارة إندونيسيا في باريس